# Championnats du monde de cyclisme sur route 1922
Navigation
Copenhague 1921 Zurich 1923
Les championnats du monde de cyclisme sur route 1922 ont eu lieu le 3 août 1922 à Liverpool au Royaume-Uni. 

## Déroulement
Comme en 1921, une seule épreuve ouverte aux amateurs est au programme, les professionnels n'étant pas assez nombreux à l'époque pour avoir leur course.
La course est tracée sur 100 miles, soit 161 kilomètres. Le champion du monde est le britannique Dave Marsh, âgé de 28 ans. Il s'impose à une moyenne de 31,2 kilomètres par l'heure. À l'arrivée, il s'impose avec une avance de plus d'une minute sur le deuxième. À domicile, les britanniques terminent aux trois premières places.
La Grande-Bretagne a également remporté le classement par nations (temps total des quatre premiers coureurs par pays). C'est la seule nation pour laquelle ses quatre coureurs ont terminé la course. La Suède a terminé avec trois coureurs et la France avec deux.

## Résultats
| Épreuves :                          | Or                     | Or                | Argent                      | Argent       | Bronze                    | Bronze       |
| Amateurs                            |                        |                   |                             |              |                           |              |
| Hommes - amateurs - course en ligne | Dave Marsh Royaume-Uni | en 5 h 7 min 27 s | William Burkill Royaume-Uni | à 1 min 20 s | Charlie Davey Royaume-Uni | à 5 min 27 s |

## Tableau des médailles
| Rang  | Nation      | Or | Argent | Bronze | Total |
| ----- | ----------- | -- | ------ | ------ | ----- |
| 1     | Royaume-Uni | 1  | 1      | 1      | 3     |
| Total | Total       | 1  | 1      | 1      | 3     |